# IN FORM
IN FORM – Deutschlands Initiative für gesunde Ernährung und mehr Bewegung ist ein Nationaler Aktionsplan der Bundesregierung zur Verbesserung des Ernährungs- und Bewegungsverhaltens in Deutschland.

## Hintergrund
Der Aktionsplan wurde in einem Abstimmungsprozess von Bund, Ländern und Zivilgesellschaft erarbeitet und im Juni 2008 per Kabinettsbeschluss verabschiedet. Der Aktionsplan IN FORM entwickelt erstmals eine Gesamtstrategie, mit der die Vielzahl an einzelnen Aktivitäten im Bereich Ernährung und Bewegung von Bund und Ländern sowie Kommunen, Forschungseinrichtungen, Vereinen und Verbänden gebündelt und koordiniert werden soll.
IN FORM konzentriert sich auf fünf zentrale Handlungsfelder:
- Vorbildfunktion der öffentlichen Hand
- Bedeutung von Bildung und Aufklärung
- Bewegung im Alltag
- Qualitätsverbesserung bei der Verpflegung außer Haus
- Impulse für die Forschung

Mit IN FORM soll in Deutschland ein Umfeld geschaffen werden, in dem ausgewogene Ernährung und ausreichende Bewegung in allen Lebensbereichen fest verankert sind. Die federführenden Bundesministerien (BMEL – Bundesministerium für Ernährung und Landwirtschaft und BMG – Bundesministerium für Gesundheit) haben sich zum Ziel gesetzt, mit dieser nationalen Strategie alle Bevölkerungsgruppen zu einem gesünderen Lebensstil zu motivieren.

## Ausgangslage
Die Bundesregierung sieht die Notwendigkeit eines Nationalen Aktionsplans im Anstieg von Krankheiten, die in Zusammenhang mit ungesunder Ernährung und Bewegungsmangel gebracht werden. Gerade das Risiko für Krankheiten wie Diabetes Typ II, Herz-Kreislauf-Erkrankung und Stoffwechselstörung steigt durch unausgewogene Ernährung und zu wenig Bewegung.
Die Initiatoren stützen sich unter anderem auf Erkenntnisse der WHO, der Gesundheitsberichterstattung des Robert Koch-Instituts, u. a. KiGGS – Studie zur Gesundheit von Kindern und Jugendlichen in Deutschland und DEGS – Studie zur Gesundheit von Erwachsenen in Deutschland sowie der sowie der Nationalen Verzehrsstudie II des Max Rubner-Instituts.

## Ziele und Maßnahmen
Die federführenden Bundesministerien (BMEL – Bundesministerium für Ernährung und Landwirtschaft und BMG – Bundesministerium für Gesundheit) wollen mit einer nationalen Strategie das Ernährungs- und Bewegungsverhalten in Deutschland nachhaltig verbessern. Dadurch will man erreichen, dass Erwachsene gesünder leben, Kinder gesünder aufwachsen und von einer höheren Lebensqualität und einer gesteigerten Leistungsfähigkeit in Bildung, Beruf und Privatleben profitieren. Krankheiten sollen deutlich zurückgehen, die durch einen ungesunden Lebensstil mit einseitiger Ernährung und Bewegungsmangel mit verursacht werden.
Die Initiative IN FORM richtet sich an die Gesamtbevölkerung in Deutschland. Die Menschen sollen dort erreicht werden, wo sie leben, arbeiten, lernen und spielen. Zielgruppen sind Familien, Kinder/Jugendliche, Berufstätige und ältere Menschen.
Die Initialphase (2008 bis 2011) diente unter anderem dem Aufbau von Strukturen für die Umsetzung. Zudem wurden bestehende Aktivitäten in den Bereichen Ernährung in Bewegung in den IN-FORM-Prozess eingebunden sowie neue Projekte angestoßen und gefördert. Laut Evaluationsbericht haben das BMEL und das BMG im Zeitraum bis 2019 über 200 Projekte mit einem Fördervolumen von mehr als 80 Mio. Euro unterstützt.
In der Konsolidierungs- und Verbreitungsphase (2012 bis 2014) galt es vor allem, durch IN FORM geförderte Maßnahmen und Projekte dauerhaft zu etablieren. Darüber hinaus förderte IN FORM die Vernetzung und den Austausch von Akteuren in Ernährungs- und Bewegungsprojekten.
In der aktuellen Ausbau- und Verstetigungsphase (ab 2015) hat sich IN FORM zum Ziel gesetzt, die „gesündere Wahl zu erleichtern“ und die Lebensverhältnisse zu verbessern, also z. B. mit der Kennzeichnung „Empfohlen von IN FORM“ auf ausgewogene Rezepte hinzuweisen oder mehr Anreiz zu gemeinsamer Bewegung und gemeinsamem Essen für Ältere im ländlichen Raum zu liefern. Zudem erhöht IN FORM seinen Bekanntheitsgrad durch die Partnerschaft „Wir sind IN FORM“ und gewinnt so weitere Unterstützer innerhalb der gemeinsamen nationalen Präventionsstrategie.

## Zwischenbericht
Unter dem Titel „IN FORM – Eine Zwischenbilanz“ erschien im Dezember 2017 der Zwischenbericht (Hrsg. BMEL – Bundesministerium für Landwirtschaft und Ernährung). Er liefert einen Überblick über die bisherigen Aktivitäten und die geschaffenen Strukturen. Außerdem stellt er äusgewählte Maßnahmen vor und gibt einen Ausblick auf die zukünftigen Schwerpunkte.
In der praktischen Umsetzung zeigte sich, dass sich die oben beschriebenen Handlungsfelder nicht voneinander abgrenzen lassen. Im Zwischenbericht sind deshalb die bisherigen Aktivitäten unterteilt in
- IN FORM in den Lebenswelten: Beispiele hierfür sind der Wettbewerb „KLASSE, KOCHEN!“ (68 Gewinnerschulen bis 2019), der Ernährungsführerschein (über 1 Million Kinder) und die IN FORM MitMachBox für die Seniorenarbeit (bislang mehr als 5.800 mal abgegeben) (Stand: November 2021).
- Qualitätssicherung/Evaluation: IN FORM fördert unter anderem die von der Deutschen Gesellschaft für Ernährung (DGE) entwickelten Qualitätsstandards für die Gemeinschaftsverpflegung in Kitas, Schulen, Betrieben, Kliniken und stationären Senioreneinrichtungen (inkl. Essen auf Rädern). Das Max Rubner-Institut lieferte beispielsweise die wissenschaftliche Evaluation der 24 „KINDERLEICHT-REGIONEN“ und ihrer 700 Einzelmaßnahmen in der ersten IN FORM Förderphase (2006 bis 2009) und 16 Projekte in der zweiten IN FORM Förderphase (2009 bis 2011).
- Vernetzung, Transparenz und Austausch:

IN FORM fördert auch den Ausbau von Netzwerken wie etwa:
- - das Netzwerk „Gesund ins Leben – Netzwerk junge Familie“ (gegründet 2009)
  - die Vernetzungsstellen Kita- bzw. Schulverpflegung (Einrichtung in 16 Bundesländern)
  - die seit 2019 gemeinsam mit den Bundesländern eingerichteten Vernetzungsstellen Seniorenernährung und vergleichbare Institutionen

## Evaluation
Im Oktober 2019 erschien der Abschlussbericht der Evaluation des Nationalen Aktionsplans IN FORM. Die Evaluation umfasste:
- die Beschreibung der bisherigen Umsetzung (seit 2008) und Überprüfung der Zielerreichung
- Optionen für eine mögliche Weiterführung bezogen auf die Organisation und Struktur sowie auf Maßnahmen und Projekte

Der Evaluationsbericht zeigt, dass im Hinblick auf die Verhaltensprävention weitreichende Ergebnisse erzielt werden konnten. Auch in Bezug auf die verhältnispräventiven Ansätze konnten beachtenswerte Resultate erzielt werden (Beispiel Kita- und Schulverpflegung). Das Ziel, förderliche Bedingungen zu schaffen, die einen gesunden Lebensstil mit ausgewogener Ernährung und ausreichender Bewegung erleichtern, konnte bislang allerdings noch nicht im zufriedenstellenden Maße erreicht werden.

## Weiterentwicklung ab 2021
Die Bundesregierung hat am 9. Juni 2021 den von BMEL (Bundesministerium für Ernährung und Landwirtschaft) und BMG (Bundesministerium für Gesundheit) vorgelegten Aktionsplan "Weiterentwicklung IN FORM" beschlossen. Auf der Grundlage der bisherigen Zielsetzung werden bewährte Maßnahmen fortgeführt und durch neue Aktivitäten ergänzt:
- Schwerpunkte sind die ersten 1.000 Lebenstage, Kinder und Senioren.
- Vulnerable Bevölkerungsgruppen mit besonderem Unterstützungsbedarf sollen verstärkt in den Blick genommen werden.
- Die Folgen der Corona-Pandemie werden bei der Ausgestaltung der IN FORM Aktivitäten berücksichtigt.
- Auf die Verbreitung und Anwendung von wissenschaftlichen, qualitätsgesicherten Ansätzen und die Stärkung von verhältnispräventiven Maßnahmen in Richtung einer gesunden Ernährung und mehr Bewegung wird Wert gelegt.
- Bereits etablierte Maßnahmen sollen verstetigt und in nachhaltige Strukturen überführt werden.

Berücksichtigt werden künftig u. a. auch Aspekte der Digitalisierung und Berührungspunkte mit der Deutschen Nachhaltigkeitsstrategie hinsichtlich der Indikatoren zu Adipositas im Bereich des Nachhaltigkeitsziels 3 (Sustainable Development Goal – SDG „Gesundheit und Wohlergehen“) sowie dem Klimaschutzprogramm 2030 der Bundesregierung.

## Internet
IN FORM übernimmt eine Dialogfunktion rund um Fragen des gesunden Lebensstils für Politik, Wissenschaft, Wirtschaft und der Gesellschaft. Das spiegelt sich auch im Internetportal wider.
Das Internetportal www.in-form.de ist das zentrale Informationsinstrument und spricht zwei Haupt-Zielgruppen an: Bürger finden dort Beiträge und Tipps rund um gesunde Ernährung und Bewegung sowie eine Vielzahl von Rezepten. Das Portal richtet sich darüber hinaus an Fachleute aus der Ernährungs-, Gesundheits- und Sportwissenschaft, verwandten Disziplinen sowie an Multiplikatoren.
Das Portal enthält unter anderem eine Datenbank mit Zielen, Berichten und Kontaktdaten von IN FORM Projekten. Zudem bietet es den Projektverantwortlichen Werkzeuge und praktische Hilfen wie Leitfäden zu den Themen Qualitätssicherung, Evaluierung und Kommunikation an. Druckerzeugnisse von IN FORM und seinen Partnerorganisationen können direkt von der Seite heruntergeladen oder in den verschiedenen Medienshops bestellt werden. Such- und Filterfunktionen nach Zielgruppen und Themen erleichtern das Auffinden relevanter Informationen.